# O Casarão
O Casarão é uma telenovela brasileira exibida pela TV Globo originalmente de 7 de junho a 10 de dezembro de 1976, em 168 capítulos. Substituiu Pecado Capital e foi substituída por Duas Vidas, sendo a 17.ª "novela das oito" produzida pela emissora.
Escrita por Lauro César Muniz, teve direção de Daniel Filho.
Marco na renovação do estilo das telenovelas, O Casarão retratava as questões vividas por cinco gerações de uma família. Com idas e vindas no tempo, a história se desenvolve em três épocas distintas, apresentadas simultaneamente, e atores diferentes interpretam os mesmos personagens em cada fase.
Oswaldo Loureiro, Miriam Pires, Analu Prestes, Édson França e Tony Correia protagonizam o primeiro período da trama. Gracindo Júnior, Sandra Barsotti e Dennis Carvalho interpretam os protagonistas da época seguinte, vividos por Paulo Gracindo, Yara Cortes e Mário Lago, respectivamente, no terceiro momento. Lutero Luiz, Laura Soveral, Aracy Balabanian, Paulo José, Renata Sorrah, Armando Bógus, Marcos Paulo e Daisy Lúcidi interpretam os demais papéis principais.

## Enredo
Em 1900, na cidade de Sapucaí, o respeitado chefe político da região, Deodato Leme (Oswaldo Loureiro), consegue que parte de uma linha ferroviária passe pelos limites de sua propriedade, a fazenda Água Santa, com o intuito de facilitar o escoamento do café ali cultivado, base de sua prosperidade. Ao mesmo tempo, Deodato, para mostrar o seu grande poder, manda construir nos domínios da fazenda um suntuoso casarão que centralizará a saga de sua família ao longo de cinco gerações. Para contar essa saga familiar, O Casarão se desenvolve em três épocas diferentes: o primeiro momento acontecia entre 1900 e 1910; a fase seguinte, de 1926 a 1936; e a última era ambientada 40 anos depois, em 1976.

### Primeiro período: 1900 a 1910
Deodato é casado com Olinda (Miriam Pires), a quem oprime, sempre tratando-a com aspereza e veemência, fazendo-a buscar apoio na religião. Deodato e Olinda têm uma única filha, Maria do Carmo (Analu Prestes), uma jovem que é calada e consentida na presença do pai e alegre distante dele. A jovem se apaixona pelo imigrante português Jacintho (Tony Correia), operário na construção da estrada de ferro. No entanto, Maria do Carmo não consegue levar o relacionamento adiante, que por obrigação do pai, interessado na construção da ferrovia, acaba se casando com Eugênio (Édson França), engenheiro responsável pela obra. Jacintho, após ser expulso da fazenda por Deodato, parte para outra cidade e casa-se com Francisca (Ana Maria Grova). Anos depois, Deodato é assassinado, vítima de uma emboscada armada pelo próprio genro, que, então, passa a assumir o controle político da região.

### Segundo período: 1926 a 1936
O período retrata a decadência da fazenda Água Santa, em razão do progresso de Sapucaí. Casada com Eugênio, Maria do Carmo vive um casamento infeliz e, apesar de enferma, acompanha o marido em suas viagens. Por esta época, Atílio (Dennis Carvalho), filho de Jacintho e Francisca (Laura Soveral), inicia uma carreira política promissora e Maria do Carmo tenta fazer com que a filha, Carolina (Sandra Barsotti), se aproxime do rapaz, vendo nesta união a realização de suas próprias frustrações. Porém, as atenções de Carolina voltam-se para o pintor e escultor João Maciel (Gracindo Júnior), filho adotivo do capataz da fazenda, Afonso (Lutero Luiz). João Maciel recebe a tarefa de esculpir uma santa para a capela da fazenda Água Santa, como promessa de Olinda para a recuperação de Maria do Carmo, que se encontrava gravemente doente. O modelo para o rosto da santa é Carolina, e a aproximação dos dois provoca uma forte paixão. O amor cresce entre eles e, como forma de homenagem à amada, João transforma a imagem da santa numa escultura de Vênus, a deusa do amor e da beleza.
Os dois fazem planos de deixar a cidade para tentar novas oportunidades em São Paulo. Mas João acaba por partir sozinho e, para evitar problemas, mutila sua própria criação artística, colocando a cabeça da estátua num pedestal coberto por um longo véu e enterrando o corpo num local próximo ao casarão. Após uma longa ausência, retorna à Sapucaí e descobre que Carolina está noiva de Atílio, com quem acaba se casando por imposição da família, que está à beira da decadência em virtude da Grande Depressão de 1929.

### Terceiro período: 1976
A fazenda Água Santa já não é a mesma e possui somente a terça parte das terras da fazenda original, entrando em uma derrocada em virtude da industrialização e do êxodo rural. Embora cada vez mais decadentes, Carolina (Yara Cortes) e Atílio (Mário Lago) vivem um casamento calmo, do qual nasceram três filhos: Violeta (Aracy Balabanian), Alice (Daisy Lúcidi) e Eduardo (Marcos Paulo). Apesar da idade avançada, Carolina mantém ainda a sua vitalidade e acompanha de longe o sucesso de João Maciel (Paulo Gracindo), guardando sempre recortes de jornais com tudo sobre o artista. Por outro lado, Atílio já apresenta alguns sinais de senilidade e vive das lembranças de um passado distante.
Através da televisão, Carolina fica por saber que João Maciel teve um ataque cardíaco e escreve-lhe. Posteriormente, João faz uma visita oficial à cidade e se hospeda no casarão, fazendo renascer uma grande paixão entre os dois. Lina (Renata Sorrah), filha de Alice, também enfrenta graves problemas em seu matrimônio. Casada com Estevão (Armando Bógus), apaixona-se por Jarbas (Paulo José), amigo de João Maciel, que o acompanha na sua viagem a Sapucaí, decidindo viver com o homem que ama — contrastando desta forma com sua avó Carolina, que se casou com Atílio mesmo amando João Maciel, e com sua bisavó Maria do Carmo, que casou-se com Eugênio mesmo amando Jacintho.
Diante do declínio da família, os filhos de Atílio e Carolina decidem transformar a fazenda num loteamento. No entanto, o casarão acaba sendo vítima de uma triste coincidência histórica: uma nova linha ferroviária deverá passar exatamente no mesmo local onde o imóvel está situado, causando a sua demolição por circunstâncias semelhantes ao que levou a ser construído. Após a morte de Atílio, Carolina e João Maciel reaproximam-se e realizam o sonho de ficarem juntos, dando uma nova chance para o amor 40 anos depois.

## Elenco
| Intérprete           | Intérprete         | Intérprete           | Personagem                   |
| Primeiro período     | Segundo período    | Terceiro período     | Personagem                   |
| -------------------- | ------------------ | -------------------- | ---------------------------- |
| Oswaldo Loureiro     |                    |                      | Deodato Leme                 |
| Miriam Pires         | Miriam Pires       |                      | Olinda Pires de Almeida Leme |
| Analu Prestes        | Analu Prestes      |                      | Maria do Carmo Leme          |
| Édson França         | Édson França       |                      | Eugênio Galvão               |
| Tony Correia         | Tony Correia       |                      | Jacinto de Souza             |
| Ana Maria Grova      | Laura Soveral      |                      | Francisca                    |
| Carlos Durval        |                    |                      | Eliseu                       |
| Lutero Luiz          |                    |                      | Afonso Estradas              |
| Paulo Gonçalves      |                    |                      | José Cardoso (Cardosão)      |
| Hélio Ary            |                    |                      | Vigário Felício              |
| Juan Daniel          |                    |                      | Ramón                        |
| Maria Teresa Barroso |                    |                      | Eudália                      |
|                      | Gracindo Júnior    | Paulo Gracindo       | João Maciel                  |
|                      | Sandra Barsotti    | Yara Cortes          | Carolina Leme Galvão         |
|                      | Dennis Carvalho    | Mário Lago           | Atílio de Souza              |
|                      | Ivan Cândido       |                      | Valentim                     |
|                      | Rui Resende        |                      | Abelardo                     |
|                      | Flávio Migliaccio  |                      | Coringa                      |
|                      | Nestor de Montemar |                      | Gervásio                     |
|                      | Fábio Sabag        |                      | Dom Gaspar                   |
|                      | Thelma Reston      |                      | Margarida                    |
|                      | Augusto Xavier     |                      | Felipe                       |
|                      |                    | Aracy Balabanian     | Violeta                      |
|                      |                    | Paulo José           | Jarbas Martins               |
|                      |                    | Renata Sorrah        | Carolina Bastos (Lina)       |
|                      |                    | Armando Bógus        | Estevão Bastos               |
|                      |                    | Bete Mendes          | Vânia                        |
|                      |                    | Daisy Lúcidi         | Alice Galvão de Souza Lins   |
|                      |                    | Fernando Villar      | Francisco Lins               |
|                      |                    | Marcelo Picchi       | Aldo                         |
|                      |                    | Maria Cristina Nunes | Teresa                       |
|                      |                    | Ida Gomes            | Berta                        |
|                      |                    | Moacyr Deriquém      | Sérgio                       |
|                      |                    | Nilson Condé         | Padre Milton                 |
|                      |                    | Arthur Costa Filho   | Arturo                       |
|                      |                    | Waldir Maia          | Jaime Cabral / Zenóbio       |
|                      |                    | Fernando José        | José Rezende                 |
|                      |                    | Rosi Campos          | Ivete Mendes                 |

### Participações especiais
| Intérprete      | Personagem   |
| --------------- | ------------ |
| Arlete Salles   | Maria Helena |
| Aurimar Rocha   | Dr. Saraiva  |
| Elizângela      | Mônica       |
| Elza Gomes      | Irmã Lurdes  |
| Ênio Santos     | Saul         |
| Heloísa Helena  | Mathilde     |
| Neila Tavares   | Célia        |
| Neuza Amaral    | Marisa       |
| Sandra Pêra     | Angélica     |
| Tamara Taxman   | Lídia        |
| Thelma Elita    | Conceição    |
| Zilka Salaberry | Mercedes     |

## Produção
"Eu peguei três momentos da história do Brasil e os misturei. Eu contrapunha os três períodos históricos sem qualquer aviso prévio. O telespectador nunca sabia quando a novela passaria de uma época para outra. […] O personagem abria a porta do casarão em 1926 e saía do outro lado em 1976. O casarão centralizava toda a história, daí o título".

— Lauro César Muniz sobre O Casarão ao livro A Seguir, Cenas do Próximo Capítulo.
Para escrever O Casarão, Lauro César Muniz teve como ponto de partida o teleteatro A Estátua, produzido pela TV Excelsior em 1961, que por sua vez originou a peça teatral A Morte do Imortal, encenada em 1966, ambos trabalhos do mesmo autor. A trama também foi responsável por concluir uma trilogia de folhetins do autor sobre a história de São Paulo, iniciada com Os Deuses Estão Mortos, na RecordTV em 1971, e que teve continuidade com Escalada, na TV Globo em 1975. O Casarão revolucionou o estilo das telenovelas e narrava três histórias interligadas pelo mesmo local simultaneamente sem linearidade, apresentando as três fases da trama em cada capítulo sem uso do processo de flashback, uma vez que, na ocasião, a emissora estava passando por um período de inovações em suas produções de teledramaturgia — iniciada com O Rebu, em 1974, na qual toda a trama se passava em um único dia. Em entrevista para o Jornal do Brasil, o diretor da novela, Daniel Filho, explicou: "[...] é a primeira vez que mudaremos de tempo sem ser pela memória do personagem. No mesmo capítulo, apresentaremos as três fases, tendo como base a atual e as outras duas, para explicitar acontecimentos".
A trama envolvendo o triângulo amoroso formado por Lina, Estevão e Jarbas, papéis de Renata Sorrah, Armando Bógus e Paulo José, teve problemas com a Censura Federal, que chegou a proibir até que Renata Sorrah contracenasse com Paulo José por não permitir que a novela abordasse o tema do adultério feminino, uma vez que Lina rompia um casamento fracassado com Estevão para ficar com Jarbas, após conhecê-lo durante uma viagem. A Divisão de Censura de Diversões Públicas (DCDP) recomendou que a personagem pedisse o divórcio, pois não poderia se apaixonar por outro homem ainda estando casada. Além disso, Lauro César Muniz revelou ainda à revista Amiga, em novembro de 1976, que "Não foi permitido mostrar que Lina usava anticoncepcionais; […] foram enfraquecidos os personagens de Marcelo Picchi (Aldo, candidato a vereador de Tangará), Nilson Condé (o padre Milton) e Bete Mendes (a jornalista Vânia): os comícios do candidato Aldo não puderam ser levados ao ar e foi reduzida a participação do padre e da jornalista na campanha política.
Na primeira fase da novela (1900), muitos detalhes da revolta de Cardosão (Paulo Gonçalves) contra o Partido Republicano Paulista (PRP) não puderam ser mostrados […] Muitas cenas que mostravam as atividades do PRP também tiveram que ser suprimidas. Ainda na fase de 1900, teve que ser tirada da fala dos personagens a palavra "ceroula". Na fase de 1926, não puderam ser empregados os termos "prenhe" e "parir". Também nessa fase foram suprimidas muitas passagens sobre as arbitrariedades cometidas pelos fazendeiros, em especial Eugênio Galvão (Édson França), que, como os outros, usava o poderio econômico para manipular a política da região".

### Cenografia e gravações

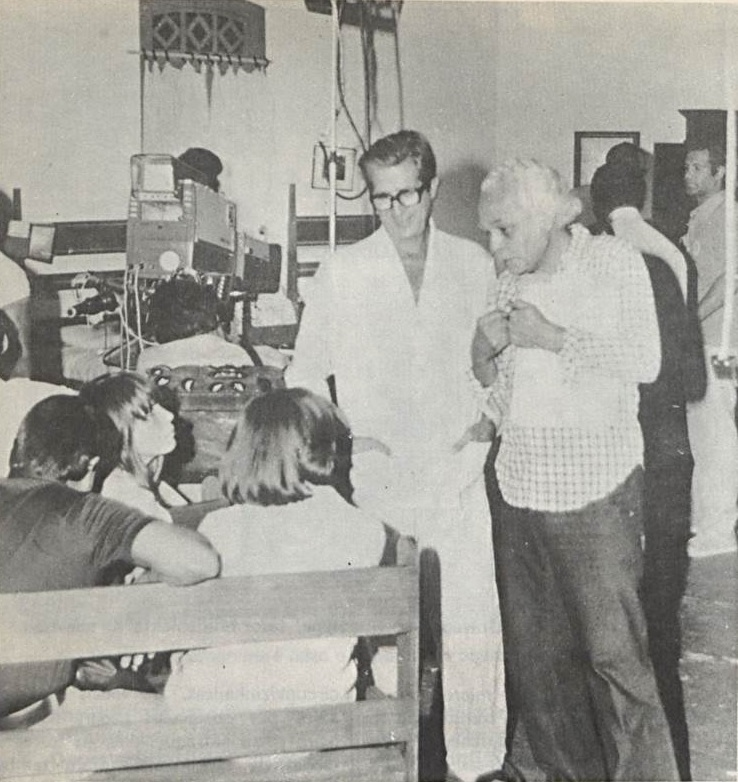
Da direita para a esquerda, Paulo Gracindo, não identificado, Daisy Lúcidi (de costas) e Renata Sorrah durante ensaios entre as gravações da terceira fase da telenovela, 1976.

O cenógrafo Mário Monteiro foi encarregado de criar e montar em Guaratiba, bairro do Rio de Janeiro, um cenário com várias fachadas, para caracterizar a ação do tempo sofrida pelo casarão nas três épocas retratadas, mostrando seu início, o auge e a decadência, quando foi demolido para dar lugar à uma linha férrea. Embora o casarão só pudesse ser enquadrado de frente, pois cada face da construção representava uma época, era possível gravar em um mesmo dia cenas ambientadas em tempos diferentes.
Em 4 de junho de 1976, três dias antes da estreia da novela, um incêndio na sede da TV Globo, no Jardim Botânico, fez com que as gravações fossem transferidas para os estúdios Herbert Richers, no bairro carioca de Usina.

### Escolha do elenco
Paulo Gracindo foi o primeiro nome pensado pelo diretor Daniel Filho para viver o protagonista João Maciel na fase de 1976. Porém, ao mesmo tempo, o autor Dias Gomes e o diretor Walter Avancini o queriam para a novela das dez Saramandaia. Assim, ficou a cargo de Boni, diretor geral da emissora, decidir em qual novela Gracindo atuaria, escolhendo O Casarão. Diante disso, Dias Gomes acabou se desentendendo com Daniel, acusando-o de usar sua influência. Para a protagonista Carolina, Daniel Filho também pensou em Suely Franco para viver a personagem nas cenas de 1926 e Fernanda Montenegro nas cenas de 1976. No entanto, Daniel disse em seu livro O Circo Eletrônico que "Fernanda não aceitou por um motivo inteligente e claro. Como o Paulo [Gracindo] e o Mário [Lago] tinham a idade do papel, Fernanda teria que envelhecer. Ela se sentia em desvantagem na composição – além do trabalho como atriz, teria que compor alguém mais velho. Fernanda estava certa". Suely e Fernanda foram substituídas por Sandra Barsotti e Yara Cortes. O Casarão também marcou a estreia de Analu Prestes e do ator português Tony Correia.

## Exibição
O Casarão estreou em 7 de junho de 1976, substituindo Pecado Capital no horário das 20 horas. Após a exibição do primeiro capítulo, a TV Globo recebeu diversas reclamações por telefonemas de espectadores que tiveram dificuldades para compreender a história, pois a estrutura e linguagem eram novas na televisão e, diante disso, a emissora reexibiu o capítulo ainda no mesmo dia, às 23 horas, tornando-se um fato único na história da teledramaturgia brasileira. Teve seu desfecho mostrado em 11 de dezembro de 1976, totalizando 159 capítulos.

### Reprises
Foi reapresentada num compacto de uma hora e meia no Festival 15 Anos em 28 de janeiro de 1980, com apresentação de Yara Cortes, em comemoração aos 15 anos da TV Globo.
Foi novamente reprisada entre 21 de março a 09 de abril de 1983, em 18 capítulos, em seu horário original, ocupando o espaço deixado na grade de programação pelo término antecipado da novela inédita Sol de Verão — que foi abruptamente encurtada devido à morte do ator Jardel Filho, um dos protagonistas da trama — até que a sua substituta original, Louco Amor, estivesse pronta para estrear.

### Exibição internacional
Em Portugal, O Casarão foi a segunda telenovela brasileira exibida pelo canal RTP1, cerca de um mês e meio após o término de Gabriela. A estreia ocorreu em 2 de janeiro de 1978 e recebeu elogios por parte do público e da crítica especializada.

## Música

### Nacional
Daniel Filho revelou em seu livro O Circo Eletrônico que teve dificuldades para encontrar a música para a abertura da novela: "O personagem principal [João Maciel] era um misto de Vinicius de Moraes com Di Cavalcanti e foi a chave para a escolha. A música ["Só Louco"] de Dorival Caymmi, regravada pela Gal [Costa], caiu como uma luva [...]".
A trilha sonora nacional foi remasterizada e lançada em CD em 2001, pela Som Livre, como parte da coleção "Campeões de Audiência", na qual 20 trilhas de novelas das décadas de 1970 e 1980 foram relançadas neste formato.
Lista de faixas
| N.º | Título             | Música          | Personagem tema                                | Duração |  |
| 1.  | "Fascinação"       | Elis Regina     | Carolina e João Maciel (1976)                  | 3:02    |  |
| 2.  | "Latin Lover"      | João Bosco      | João Maciel (1926)                             | 1:59    |  |
| 3.  | "Menina do Mato"   | Marcio Lott     | Carolina (1926)                                | 2:53    |  |
| 4.  | "Carolina"         | Aquarius        | Carolina (1976)                                | 3:11    |  |
| 5.  | "Kibe Cru"         | Chico Batera    |                                                | 4:40    |  |
| 6.  | "Só Louco"         | Gal Costa       | Abertura                                       | 3:12    |  |
| 7.  | "Nuvem Passageira" | Hermes Aquino   | Maria do Carmo e Jacintho                      | 4:32    |  |
| 8.  | "Coisas da Vida"   | Rita Lee        |                                                | 3:17    |  |
| 9.  | "Tangará"          | Coral Som Livre | Locação: Tangará (1900); Vinhetas de intervalo | 3:21    |  |
| 10. | "A Dor a Mais"     | Francis Hime    | João Maciel (1976)                             | 3:53    |  |
| 11. | "Capricho"         | Nara Leão       |                                                | 1:37    |  |
| 12. | "O Casarão"        | Dori Caymmi     | Atílio (1976)                                  | 2:24    |  |
| 13. | "Retrato"          | Sueli Costa     | Carolina (1976)                                | 2:05    |  |

### Internacional
Lista de faixas
| N.º | Título                      | Música                 | Personagem tema               | Duração |  |
| 1.  | "The Hands of Time"         | Perry Como             | Violeta                       | 3:14    |  |
| 2.  | "Theme from S.W.A.T."       | Music Corporation      | Jarbas                        | 3:54    |  |
| 3.  | "Forever Alone"             | Steve Maclean          | Estevão                       | 3:25    |  |
| 4.  | "I Need To Be In Love"      | Carpenters             | Estevão e Lina                | 3:11    |  |
| 5.  | "Call Me"                   | Andrea True Connection |                               | 7:25    |  |
| 6.  | "Angel"                     | Julian                 |                               | 4:09    |  |
| 7.  | "When You're Gone"          | Maggie MacNeal         | Eduardo e Vânia               | 4:27    |  |
| 8.  | "Living"                    | Alain Patrick          | Carolina (1976)               | 4:00    |  |
| 9.  | "I'm Easy"                  | Keith Carradine        | João Maciel (1976)            | 3:02    |  |
| 10. | "My Life"                   | Michael Sullivan       | Lina e Jarbas                 | 3:38    |  |
| 11. | "Honey, Honey"              | ABBA                   |                               | 2:55    |  |
| 12. | "Girl of the Past"          | Peter McGreen          | João Maciel e Carolina (1926) | 3:26    |  |
| 13. | "California Dreamin'"       | The Vast Majoritary    |                               | 4:19    |  |
| 14. | "Miss You Nights"           | Cliff Richard          | Violeta                       | 3:55    |  |
| 15. | "Nostalgia"                 | Francis Goya           | Atílio (1976)                 | 2:53    |  |
| 16. | "Sharing The Night Togeter" | Arthur Alexander       | Arturo                        | 3:04    |  |

## Recepção

### Legado
O Casarão é considerada uma das telenovelas mais importantes da carreira de Lauro César Muniz, sendo uma de suas principais obras. Alguns elementos da história são recontados pelo autor na novela Cidadão Brasileiro, exibida pela RecordTV em 2006, na qual o nome do protagonista, Antônio Maciel, é uma fusão entre Antônio Dias, personagem principal de Escalada, e João Maciel, de O Casarão. Assim como João Maciel, Antônio Maciel também demora anos para concretizar seu amor com Carolina, e a fazenda onde a história é ambientada remete ao próprio casarão da trama de 1976.
Durante a exibição de O Casarão o público teve dificuldades para compreender o enredo, que apresentava atores diferentes vivendo os mesmos personagens em tempos distintos, porém retratados simultaneamente. Numa entrevista cedida ao Jornal do Brasil, semanas antes da estreia da novela, Lauro César Muniz já previa dificuldades no entendimento do público: "Um objeto que for novo na primeira fase estará em uso na segunda e, na terceira, vamos encontrá-lo abandonado em algum lugar da casa. Será um exercício para o telespectador. Ele vai sentir a mudança do tempo, através dos costumes da época. Nos dez primeiros capítulos pode ser um pouco difícil, mas é estimulante".
Em seu livro Antes que me Esqueçam, o diretor Daniel Filho afirmou: "O Casarão me agradou muito como trabalho de roteiro e de narrativa, de comportamento de época, mas parece que confundiu demais o público. Depois que a novela acabou, volta e meia alguém dizia: 'O que eu queria mesmo saber é se o Mário Lago é tio ou pai do Dennis Carvalho'. Foi uma novela de prestígio, mas não uma novela popular. Era realmente complicada". Ao livro A Seguir, Cenas do Próximo Capítulo, Lauro César Muniz contou que foi cogitado um remake da trama, porém a ideia foi prontamente abortada: "Certa vez, durante uma reunião na Globo, alguém sugeriu fazer um remake de O Casarão. Na mesma hora, o Daniel Filho respondeu: 'Não! O Casarão é um cult e, em cult, a gente não mexe!' [...]".
A cena final do último capítulo da novela está entre as mais belas da história da teledramaturgia brasileira. Na sequência, Carolina (Yara Cortes) encontra com João Maciel (Paulo Gracindo) e pergunta se está muito atrasada. Ele, então, responde: "Só 40 anos", referindo-se ao encontro marcado com a amada na juventude, ao qual ela não apareceu, sem coragem de romper com a família por causa de seu amor. A cena foi gravada na tradicional Confeitaria Colombo, no Rio de Janeiro.

### Prêmios e indicações
| 1976               | Prêmio APCA de Televisão | Grande Prêmio da Crítica | Lauro César Muniz | Venceu   | [ 11 ] |
| 1976               | Prêmio APCA de Televisão | Melhor Ator              | Mário Lago        | Venceu   | [ 11 ] |
| 1976               | Prêmio APCA de Televisão | Melhor Atriz*            | Renata Sorrah     | Venceu   | [ 11 ] |
| 1976               | Prêmio APCA de Televisão | Melhor Atriz*            | Yara Cortes       | Venceu   | [ 11 ] |
| 1977               | Troféu Imprensa          | Melhor Ator              | Paulo Gracindo    | Venceu   | [ 12 ] |
| 1977               | Troféu Imprensa          | Melhor Novela            | O Casarão         | Indicada |        |
| "*" denota empate. |                          |                          |                   |          |        |